# Les Deux Gosses (film 1914)
Les Deux Gosses è un cortometraggio muto del 1914 diretto da Albert Capellani.
Si tratta del terzo adattamento cinematografico dell'omonimo romanzo di Pierre Decourcelle del 1880. Si conoscono i nomi di alcuni degli attori, ma non dei due piccoli protagonisti.

## Trama
Il conte Georges de Kerlor, convinto che sua moglie lo abbia tradito e quel piccolo Jean, il ragazzo che ha cresciuto come figlio, non sia in realtà il suo, affida il povero ragazzo a un malvivente soprannominato La Limace, che ha già un ragazzo, Claudinet. Jean viene ribattezzato Fanfan e, crescendo con Claudinet, i due ragazzi diventano inseparabili.

## Produzione
Il film fu prodotto in Francia.

## Distribuzione
Il film uscì nelle sale cinematografiche francesi nel 1914.